# 本笃十六世的教宗选举改革
教宗本笃十六世在其任内（2005年—2013年），发布了两份对选举教宗的某些程序细节进行调整的重要文件，均為自動手諭；第一份是于2007年6月11日发布的《有關選舉羅馬教宗規則的某些修訂》，第二份则是于2013年2月22日发布的《一些規則》。这些指示对其前任若望保祿二世于1996年2月22日在《主的普世羊群》宗座宪令中所设定的众多规则和程序进行了修订。
本笃十六世对若望保禄二世所制定的有关教宗选举秘密会议的改革措施进行了撤销或修改，特别是针对会议超过两周的程序要求。他还调整了枢机设定秘密会议开始日期的权限，并加强了对违反保密誓言的选举辅助人员的惩罚措施。

## 有关选举罗马教宗规则的某些修订
若望保禄二世在1996年制定的教宗选举规则，引入了一些被外界视为“激进”的创新举措，允许枢机选举人在经过14天及33轮投票后以多数决的手段决定接下来的选举方式。该规则允许他们将教宗当选所需票数门槛从三分之二多数降低至简单多数或改为公开投票，并允许他们将候选范围限制在上一轮中得票最多的几位人选之间。根据本笃十六世的说法，若望保禄二世当时收到了不少要求恢复由第三次拉特朗公会议所确立的三分之二多数门槛的请求。
外界观察人士对这一变革所造成的影响有着两种截然相反的看法。在2005年的教宗选举中，一方面约瑟夫·拉青格（即本笃十六世）枢机的得票一旦超过了简单多数，其支持者便可能意识到他们可以持续投票支持拉青格，直至拖到可以启动若望保禄二世所允许的“以简单多数决定选举结果”程序所需轮数。另一方面也有人质疑，拉青格是否能够接受在这种情况下当选，因为如果他仅凭选举团中的“微弱多数”支持当选，将成为数百年来首位在非传统三分之二多数支持下登上教宗之位的人选，会对其教宗生涯产生影响。
本笃十六世在担任教宗两年后，于2007年6月11日颁布了《有关选举罗马教宗规则的某些修订》（De aliquibus mutationibus in normis de electione Romani Pontificis），並於《羅馬觀察報》發佈。这份共五段的文件中，他撤销了若望保禄二世此前允许枢机选举人采用的某些选项，仅保留若望保禄二世所作出的在多轮投票未能选出新教宗的情况下需要更改投票规则的决定。他恢复了三分之二多数票门槛，还确立了新的程序，即在进行33轮投票（会议第一天的投票轮次不计入在内）之后，接下来的投票候选人将仅限于前一轮中得票最多的两位，同时这两位候选人将被排除在投票者之外，不能再参与投票。

## 一些規則
本笃十六世于2013年2月11日宣布，將于同月28日辞去教宗职务。在辭職前夕的2013年2月22日，本笃十六世发布了关于教宗选举程序的第二套名为《一些規則》（Normas nonnullas）的指示，並於《羅馬觀察報》發佈。本笃十六世允许枢机团在全体枢机选举人出席的情况下提前开始会议，同时也保留了枢机团因重要原因将会议推迟20天的权利。他对所有选举辅助人员必须宣誓保密誓言进行了修改，规定对违反誓言的人自动处以逐出教会的惩罚，而此前对违反誓言的惩罚是由新教宗酌情决定的。

### 引用資料
1. ↑  . 梵蒂岡新聞網 (梵蒂岡城: 梵蒂岡媒體（英语：Vatican Media）). 2025-04-29  [2025-05-10]. （原始内容存档于2025-05-15） （中文（繁體））.
2. ↑  Baumgartner 2003，第115頁.
3. ↑  Collins 2005，第117頁.
4. ↑  Allen Jr. 2005，第126頁.
5. ↑  Weigel 2005，第115頁.
6. 1 2  Benedict XVI. . Libreria Editrice Vaticana. 2007-06-11  [2017-09-08]. （原始内容存档于2019-12-04）.
7. ↑  . Papal Encyclicals. 1179-03-05  [2025-04-22]. （原始内容存档于2007-10-12） （英语）.
8. ↑  Collins 2005，第119頁.
9. ↑  Weigel 2005，第148–149頁.
10. ↑  Bigman, Dan. . Forbes. 2013-02-11  [2017-09-09].
11. ↑  McElwee, Joshua J. . National Catholic Reporter. 2013-02-25  [2017-09-09]. （原始内容存档于2024-11-10）.
12. ↑  Benedict XVI. . Libreria Editrice Vaticana. 2007-02-22  [2017-09-08]. （原始内容存档于2025-01-08）.
13. ↑  Aguirre, Estefania. . Catholic News Agency. 2013-02-25  [2017-09-09].
14. ↑  Ansaldo, Marco. . La Repubblica. 2013-02-26  [2017-09-09]. （原始内容存档于2017-09-09） （意大利语）.